# بيلي مارتن (موسيقي)
بيلي مارتن (بالإنجليزية: Billy Martin)‏ هو موسيقي وعازف قيثارة أمريكي، ولد في 15 يونيو 1981 في أنابولس في الولايات المتحدة.

## وصلات خارجية
- ويليام مارتن على موقع IMDb (الإنجليزية)
- ويليام مارتن على موقع ميوزك برينز (الإنجليزية)
- ويليام مارتن على موقع إن إن دي بي (الإنجليزية)
- ويليام مارتن على موقع أول ميوزيك (الإنجليزية)
- ويليام مارتن على موقع ديسكوغز (الإنجليزية)
- ويليام مارتن على موقع قاعدة بيانات الفيلم (الإنجليزية)